# Delonix
Delonix Raf. è un genere di piante angiosperme della  famiglia Fabaceae (sottofamiglia Caesalpinioideae) diffuso in  Madagascar, in Africa e nella penisola Arabica.
Il nome del genere deriva dal greco δηλος (delos = evidente) e ονυξ (onyx = artiglio),  e si riferisce alla forma dei petali.

## Distribuzione e habitat
A parte D. baccal (diffusa in Etiopia, Kenya e Somalia) e D. elata (presente in Egitto, Etiopia, Eritrea, Kenya, Somalia, Sudan, ]Tanzania, Uganda, Zambia, Zaire, Arabia Saudita, Oman e Yemen), tutte le altre specie del genere sono endemismi del Madagascar.

## Tassonomia
Comprende le seguenti specie:
- Delonix baccal (Chiov) Baker f.
- Delonix boiviniana (Baill.) Capuron
- Delonix brachycarpa (R.Vig.) Capuron
- Delonix decaryi (R.Vig.) Capuron
- Delonix edulis (H.Perrier) Babineau & Bruneau
- Delonix elata (L.) Gamble
- Delonix floribunda (Baill.) Capuron
- Delonix leucantha (R.Vig.) Du Puy, Phillipson & R.Rabev.
- Delonix pumila Du Puy, Phillipson & R.Rabev.
- Delonix regia (Bojer ex Hook.) Raf.
- Delonix tomentosa (R.Vig.) Capuron
- Delonix velutina Capuron